# Pedoeducação
Pedoeducação é um perspectiva da educação que leva em consideração a terra como estratégia de ensino-aprendizagem e fonte de ensinamentos ligados ao estabelecimento de relações humano X natureza, no tocante ao desenvolvimento de atividades de acampamento, escavações e aulas de campo. 

## Pilares
1. Acampar;
2. Escavar.

## Aplicações
Essa perspectiva tem como pontos pedagógicos positivos:

### Nosacampamentos
- Sonoplastia da fauna e flora;
- Estratégias de sustentabilidade;
- Alternativas de sobrevivência;
- Submetimento às variações meteorológicas;
- Fatores limitantes.

### Nasescavações
- Influências da drilo fauna;
- Densidades da fauna Collembola e Acarina;
- Observação de microartrópodes;
- Predações entre artrópodes;
- Estratégias de moradia;
- História estratigráfica;
- Insalubridade vertical;
- Fragmentos de rochas;
- Restos de troncos;
- Fósseis;
- Endoesqueletos e Exoesqueletos;
- Volta à infância.

### Nas aulas de campo
- Conservação da biodiversidade;
- Observação de Estrelas;
- Observação de Planetas;
- Sentir a influência da Atmosfera;
- Interação das escavações e acampamentos;
- Valorização de unidades de conservação;
- Relações ecológicas entre plantas e animais.